# Midlake
I Midlake sono un gruppo Indie rock statunitense, formatosi nel 1999 a Denton (Texas).

## Storia del gruppo
Formato da un gruppo di musicisti frequentanti la North Texas School of Music, la band rilascia nel 2001 il primo Ep, Milkmaid Grand Army, che vende un migliaio di copie a livello locale.
Il 2004 vede la pubblicazione del primo album del gruppo, Bamnan and Slivercork, prodotto in Inghilterra da Simon Raymonde con etichetta Bella Union Records, che li porta al successo e in tour in Europa.
Le sonorità psichedeliche del primo album vengono tuttavia abbandonate nel secondo disco, The Trials of Van Occupanther uscito nel 2006 che riporta la band verso uno stile più vicino alle ballate Folk rock degli anni settanta, proponendo come prima fonte di ispirazione la musica di Neil Young e di Crosby Stills e Nash. 
Il disco è stato inserito nella lista dei 50 migliori album del 2006 della New Musical Express.
Nel 2007 hanno partecipato al disco We Are the Night dei Chemical Brothers per la traccia The Pills Won't Help You Now.
Nel 2010 i Midlake pubblicano The Courage of Others, ritornando a sonorità tipicamente folk. L'album suona come una lunga litania ambientata tra le selve e le radure dell'Inghilterra medievale: il tutto suona limpido e sapientemente intrecciato.
Nell'agosto 2012 Tim Smith, voce e autore della band, decide di lasciare il gruppo per dedicarsi ad altri progetti professionali. I Midlake quindi decidono di accantonare il lavoro che avevano preparato con Smith per il successivo album e, nei successivi sei mesi, scrivono e registrano il quarto disco Antiphon, che esce nel novembre 2013. Il ruolo di cantante è preso in questo lavoro dal chitarrista Eric Pulido, mentre entrano a fare parte del gruppo altri due musicisti.

## Formazione
Attuale
- Eric Nichelson - tastiere, chitarra (1999-presente)
- McKenzie Smith - batteria (1999-presente)
- Scott Lee - basso
- Eric Pulido - chitarra, tastiere, voce (1999-presente)
- Jesse Chandler - tastiere, piano, flauto (2016-presente)
- Joey McClellan - chitarre (2012-presente)

Ex membri
- Tim Smith - voce, chitarra, tastiere (1999-2012)
- Evan Jacobs - tastiere
- Jason Upshaw - chitarre
- Paul Alexander - basso, tastiere

## Discografia

### Album studio
- 2004 - Bamnan and Slivercork
- 2006 - The Trials of Van Occupanther
- 2010 - The Courage of Others
- 2013 - Antiphon
- 2022 - For the Sake of Bethel Woods

### EP
- 2001 - Milkmaid Grand Army
- 2005 - Balloon Maker
- 2009 - Acts of Man